# Jeremy Adler
Jeremy Adler (* 1. Oktober 1947 in London) ist ein britischer Dichter und emeritierter Professor für deutsche Sprache am King’s College London. Seit 2005 ist er Mitglied der Deutschen Akademie für Sprache und Dichtung.

## Leben
Adler ist der Sohn des Schriftstellers H. G. Adler und der Bildhauerin Bettina Gross (1913–1993).
Er studierte am Queen Mary College in London englische wie deutsche Literatur und promovierte (1977) bei Claus Victor Bock über das Thema  Eine fast magische Anziehungskraft: Goethes Wahlverwandtschaften und die Chemie seiner Zeit. Er war mit Bill Griffiths, Lawrence Upton, Dick Higgins u. a. am British Poetry Revival im Writer’s Forum London um Bob Cobbing beteiligt, veröffentlichte dort Konkrete und Visuelle Poesie, Texte und Gedichte auch von H. G. Adler und Franz Wurm wie 1971–73 und 1977 vier Ausgaben der von ihm herausgegebenen Sammlung A. An Envelope Magazine of Visual Poetry als Künstlerbücher im Selbstverlag Alphabox. Die Nachlässe seines Vaters und Franz Baermann Steiners überließ er dem Deutschen Literaturarchiv Marbach und gab Werke aus deren Nachlass heraus. Zusammen mit Rüdiger Görner und Michael Krüger berichtete er über Deutschsprachige Exilanten in London im Zeichen der Shoah im Internationalen Kolleg Morphomata der Universität Köln am 7. November 2016.
Adler war Mitglied des Colloquiums Neue Poesie in Bielefeld, im akademischen Jahr 1985/1986 und wieder im Jahr 2011/2012 Fellow am Wissenschaftskolleg zu Berlin.  In Deutschland wurde Adler durch seine Kritik an Bernhard Schlinks Bestseller Der Vorleser bekannt. Mit seiner Ablehnung der Edition von Mein Kampf durch das Institut für Zeitgeschichte München-Berlin löste er eine internationale Debatte aus. Seine Auffassungen und Kritik fasste Adler in seinem 2018 erschienenen Buch Das absolut Böse zusammen, sie werden von Wolfgang Benz geteilt.
Adler setzte sich öffentlich gegen den Brexit ein und befürwortete den Verbleib des Vereinigten Königreiches in der EU. In einem Interview mit der Süddeutschen Zeitung kritisiert er den EU-Deal mit der Türkei als Menschenhandel und fordert die Einrichtung einer europäischen Flüchtlingsbehörde.
2022 veröffentlichte Adler sein Opus magnum Goethe: Die Erfindung der Moderne, eine Biographie.

## Werke (Auswahl)

### Gedichte und Künstlerbücher
- Ab. The Poetry Society, London 1973. 40 S.
- Tarot. Pirate Press, London 1975.
- The Amsterdam Quartet. Alphabox Press, London  1976. 5 S.
- The Wedding and other Marriages. 1980.
- Jeremy Adler, Bob Cobbing:  Homage to Theocritus.  Writers Forum, London 1985.
- The Electric Alphabet. 1986. 2. Aufl. 1996, Internetausgabe 1997.
- Big Skies and Little Stones. Alphabox Press, c. 1987. 25 lose Faltbl.
- At the Edge of the World. 1995.

### Sachbücher
- Jeremy Adler: Eine fast magische Anziehungskraft: Goethes Wahlverwandtschaften und die Chemie seiner Zeit. Beck, München 1987.
- Jeremy Adler, Ulrich Ernst: Text als Figur. Acta Humaniora, Weinheim  1987.
- Jeremy Adler, Carol Tully (Hg.), H. G. Adler: Über Franz Baermann Steiner, Brief an Chaim Rabin, Wallstein Göttingen 2006.
- Jeremy Adler: Das bittere Brot, H. G. Adler, Elias Canetti und Franz Baermann-Steiner im Londoner Exil, Wallstein Göttingen 2015.
- Jeremy Adler: Das absolut Böse: Zur Neuedition von Mein Kampf. Donat 2017.
- Jeremy Adler: Goethe: Die Erfindung der Moderne, eine Biographie, C.H.Beck München 2022.

### Herausgeber des Nachlasses von Franz Baermann Steiner
- Jeremy Adler (Hg.), Franz Baermann Steiner: Am stürzenden Pfad: Gesammelte Gedichte. Wallstein, Göttingen 2000.
- Jeremy Adler (Hg.): From Prague Poet to Oxford Anthropologist: Franz Baermann Steiner Celebrated. Iudicium, München 2003.
- Jeremy Adler, Richard Fardon (Hg.), Franz Baermann Steiner: Zivilisation und Gefahr: Wissenschaftliche  Schriften. Wallstein, Göttingen 2008.